# Victor Skaarup
Victor Peter Andreas Skaarup (født 1. december 1906 i Fredericia, død 12. oktober 1991) var en dansk journalist og tekstforfatter, der blandt andet skrev en række til revyer og film. Han er kendt for at have skrevet sange som "Til julebal i Nisseland" til Far til fire i byen (1956) og "Du er min øjesten" til Flintesønnerne.
Skaarup, der var uddannet revisor, blev efter sin eksamen ansat i Politikens reklameafdeling, hvorfra han skiftede til journalistikken. Ud over Politiken og andre danske dagblade skrev han også på freelance-basis for udenlandske aviser, og han havde en periode som B.T.'s korrespondent i London og senere i New York. Han fik parallelt hermed en fod indenfor i film- og musikverdenen, da han i 1930'erne fik lejlighed til at tekste udenlandske film samt skrive danske tekster til populære udenlandske sange. Snart kom han til at arbejde med egne tekster, og især hans parløb med komponisten Sven Gyldmark var med til at sikre succesen i revyer som Helsingør-Revyen og senere Cirkusrevyen samt en lang række populære film i 1940'erne og 1950'erne. Ud over de nævnte kan man fremhæve titelsangene til Det var på Rundetårn (1955) og Tre piger fra Jylland (1957). Han prøvede desuden kræfter med originale filmmanuskripter, idet han var medforfatter til filmene Op med humøret (1943) og Panik i familien (1945).
Undertiden brugte Skaarup pseudonymer, og han skrev fx dansktoptekster under navne som John D. Jensen (fx "Ved landsbyens gadekær" og "Der er sol i dine øjne") og Peter Spar (fx "En sød student fra Holstebro" og "Rør ved mig").